# Fredrik Modin
Fredrik Modin (né le 8 octobre 1974 à Sundsvall en Suède) est un joueur professionnel suédois de hockey sur glace. Il évoluait au poste d'ailier gauche.

## Biographie

### Carrière de joueur
En 1991, il commence sa carrière avec le Timrå IK en Division 1. Trois ans plus tard, il est choisi au cours du repêchage d'entrée dans la LNH 1994 par les Maple Leafs de Toronto en troisième ronde en 64e choix. Puis, il débute en Elitserien avec le 
Brynäs IF. En 1996, il joue ses premiers matchs dans la Ligue nationale de hockey. Le 1er octobre 1999, il est échangé aux Lightning de Tampa Bay en retour de Cory Cross et d'un choix de septième ronde au repêchage 2001. Il remporte la Coupe Stanley avec l'équipe 2003-2004 du Lightning. Il est envoyé aux Blue Jackets de Columbus le 30 juin 2006 avec Fredrik Norrena pour Marc Denis.
Le 3 mars 2010, les Blue Jackets l'échangent aux Kings de Los Angeles.

### Carrière internationale
Il représente l'équipe de Suède de hockey sur glace. Il est champion du monde 1998 et médaillé de bronze en 2001. Il est champion olympique en 2006.

## Trophées et honneurs personnels
Club Triple Or
- 2006 : devient membre du Club Triple Or.

Ligue nationale de hockey
- 2000-2001 : participe au 51e Match des étoiles.

## Statistiques de carrière
| Saison     | Équipe                   | Ligue      |     | Saison régulière | Saison régulière | Saison régulière | Saison régulière | Saison régulière |    | Séries éliminatoires | Séries éliminatoires | Séries éliminatoires | Séries éliminatoires | Séries éliminatoires |
| Saison     | Équipe                   | Ligue      | PJ  | B                | A                | Pts              | Pun              | PJ               | B  | A                    | Pts                  | Pun                  |                      |                      |
| 1994-1995  | Brynäs IF                | Elitserien | 30  | 9                | 9                | 18               | 31               | 14               | 4  | 4                    | 8                    | 6                    |                      |                      |
| 1995-1996  | Brynas IF                | Elitserien | 22  | 4                | 8                | 12               | 22               | -                | -  | -                    | -                    | -                    |                      |                      |
| 1996-1997  | Maple Leafs de Toronto   | LNH        | 76  | 6                | 7                | 13               | 24               | -                | -  | -                    | -                    | -                    |                      |                      |
| 1997-1998  | Maple Leafs de Toronto   | LNH        | 74  | 16               | 16               | 32               | 32               | -                | -  | -                    | -                    | -                    |                      |                      |
| 1998-1999  | Maple Leafs de Toronto   | LNH        | 67  | 16               | 15               | 31               | 35               | 8                | 0  | 0                    | 0                    | 6                    |                      |                      |
| 1999-2000  | Lightning de Tampa Bay   | LNH        | 80  | 22               | 26               | 48               | 18               | -                | -  | -                    | -                    | -                    |                      |                      |
| 2000-2001  | Lightning de Tampa Bay   | LNH        | 76  | 32               | 24               | 56               | 48               | -                | -  | -                    | -                    | -                    |                      |                      |
| 2001-2002  | Lightning de Tampa Bay   | LNH        | 54  | 14               | 17               | 31               | 27               | -                | -  | -                    | -                    | -                    |                      |                      |
| 2002-2003  | Lightning de Tampa Bay   | LNH        | 76  | 17               | 23               | 40               | 43               | 11               | 2  | 0                    | 2                    | 18                   |                      |                      |
| 2003-2004  | Lightning de Tampa Bay   | LNH        | 82  | 29               | 28               | 57               | 32               | 23               | 8  | 11                   | 19                   | 10                   |                      |                      |
| 2004-2005  | Timrå IK                 | Elitserien | 43  | 12               | 24               | 36               | 58               | 7                | 1  | 1                    | 2                    | 8                    |                      |                      |
| 2005-2006  | Lightning de Tampa Bay   | LNH        | 77  | 31               | 23               | 54               | 56               | 5                | 0  | 0                    | 0                    | 6                    |                      |                      |
| 2006-2007  | Blue Jackets de Columbus | LNH        | 79  | 22               | 20               | 42               | 50               | -                | -  | -                    | -                    | -                    |                      |                      |
| 2007-2008  | Blue Jackets de Columbus | LNH        | 23  | 6                | 6                | 12               | 20               | -                | -  | -                    | -                    | -                    |                      |                      |
| 2008-2009  | Blue Jackets de Columbus | LNH        | 50  | 9                | 16               | 25               | 28               | 4                | 1  | 0                    | 1                    | 0                    |                      |                      |
| 2009-2010  | Blue Jackets de Columbus | LNH        | 24  | 2                | 4                | 6                | 12               | -                | -  | -                    | -                    | -                    |                      |                      |
| 2009-2010  | Kings de Los Angeles     | LNH        | 20  | 3                | 2                | 5                | 14               | 6                | 3  | 1                    | 4                    | 2                    |                      |                      |
| 2010-2011  | Thrashers d'Atlanta      | LNH        | 36  | 7                | 3                | 10               | 12               | -                | -  | -                    | -                    | -                    |                      |                      |
| 2010-2011  | Flames de Calgary        | LNH        | 4   | 0                | 0                | 0                | 2                | -                | -  | -                    | -                    | -                    |                      |                      |
| Totaux LNH | Totaux LNH               | Totaux LNH | 898 | 232              | 230              | 462              | 453              | 57               | 14 | 12                   | 26                   | 42                   |                      |                      |